# Morte di Alan Kurdi

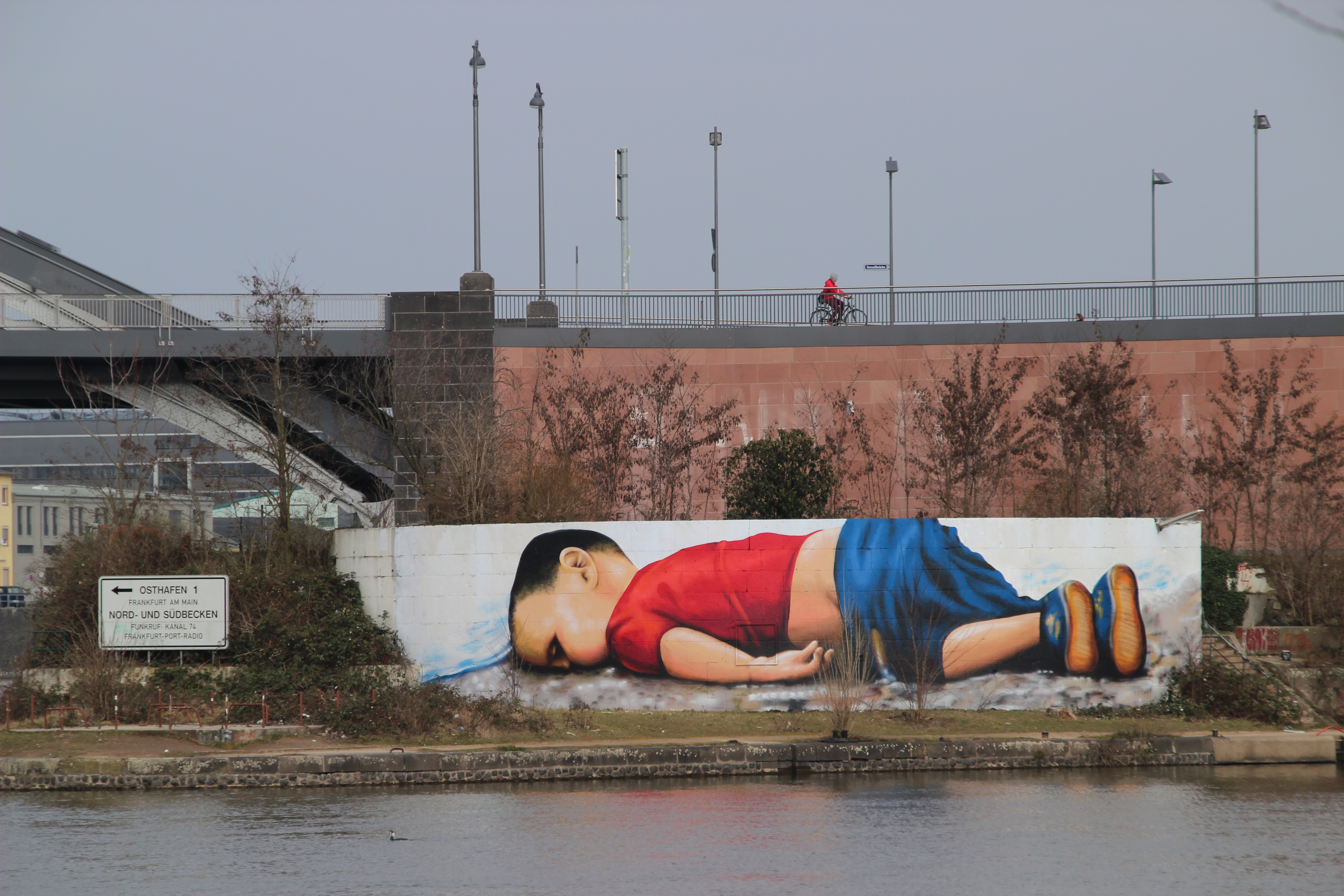
Murale a Francoforte sul Meno, in Germania, in cui viene rappresentato il piccolo Alan Kurdi morto

Alan Kurdi (in curdo Ālān Kurdî), inizialmente riportato come Aylan Kurdi, era un bambino siriano di tre anni, di etnia curda di Siria, divenuto un simbolo della crisi europea dei migranti dopo la sua morte per annegamento e l'iconica foto scattata al ritrovamento del suo corpo senza vita su una spiaggia. Il bambino e la sua famiglia erano rifugiati siriani che stavano tentando di raggiungere l'Europa. La fotografia del suo corpo senza vita è stata scattata dalla giornalista turca Nilüfer Demir, e si è rapidamente diffusa in tutto il mondo, cosa che ha spinto a numerose risposte internazionali. L'affermazione per cui la famiglia di Alan avesse tentato il viaggio via mare a seguito del rifiuto di essere accolti in Canada, la sua morte e la più ampia crisi dei rifugiati ha aperto un acceso dibattito durante le elezioni federali canadesi del 2015, ed in generale in tutti i Paesi coinvolti dalla crisi del sistema di accoglienza.

## Biografia
Si presume che Alan sia nato il 3 giugno 2012 a Kobanê, in Siria. Un giornalista siriano ha successivamente avanzato l'ipotesi che il suo cognome reale fosse Shenu; "Kurdi" fu usato in Turchia per via della sua origine etnica. La famiglia del bambino, per sfuggire alla guerra civile e all'ISIS, provò dapprima a trasferirsi in varie città del nord della Siria, e poi si stabilì in Turchia. Agli inizi del 2015, la famiglia ritornò a Kobanê, ma nel giugno dello stesso anno si spostò di nuovo in Turchia, a seguito di un ulteriore attacco dell'ISIS alla loro città natale. Dopo aver provato due volte a portare la famiglia sull'isola greca di Coo, il padre di Kurdi organizzò un terzo tentativo.
I familiari di Kurdi speravano di potersi ricongiungere con i parenti già presenti a Vancouver, in Canada, dopo che la zia Tima Kurdi aveva presentato una domanda di sponsorizzazione per rifugiati. Tuttavia, tale richiesta fu respinta dal Dipartimento di Immigrazione e Cittadinanza del Canada, dopo che alla famiglia del piccolo era stato negato il visto di espatrio da parte delle autorità turche, e anche perché la domanda di asilo compilata in Canada era incompleta. La richiesta era stata fatta dal fratello di Abdullah Kurdi, padre di Alan, e le autorità canadesi negarono che Abdullah avesse fatto richiesta di asilo.
Successivamente, la famiglia tentò di entrare in Canada nell'ambito di un programma di sponsorizzazione privata per cui gruppi di cinque persone potevano sponsorizzare un individuo o una famiglia. Per fare ciò dovevano dimostrare di possedere circa 27.000 dollari canadesi per poter sostenere una famiglia di quattro rifugiati. Tuttavia, secondo Alexandra Kotyk, direttore di progetto Lifeline Siria, un gruppo che gestisce un insediamento di rifugiati a Toronto, il programma richiedeva che le persone che tentassero di arrivare in Canada dalla Turchia, avrebbero dovuto prima essere dichiarati rifugiati dal governo turco, e questa condizione spesso era difficile o impossibile da soddisfare.

### Il naufragio e il recupero del corpo
Nelle prime ore del 2 settembre 2015, Kurdi e la sua famiglia salirono a bordo di un piccolo gommone, che si capovolse circa cinque minuti dopo aver lasciato Bodrum, in Turchia. A bordo vi erano altre venti persone, molte di più rispetto al numero di sicurezza previsto di otto. Gli occupanti cercavano di raggiungere l'isola greca di Coo, distante circa 30 minuti da Bodrum (le due località sono distanti appena 4 km l'una dall'altra). Il padre di Kurdi in seguito dichiarò che nessuno degli occupanti aveva giubbotti di salvataggio, ma aggiunse anche che li indossavano, ma che erano finti. Anche altri sopravvissuti affermarono di aver creduto di indossare dei giubbotti salvagente che poi si rivelarono inservibili.
Dopo il naufragio, una radio siriana dichiarò che la famiglia del bambino aveva pagato 5.860 dollari per quattro posti sull'imbarcazione, che aveva già venti persone a bordo, nonostante fosse lunga solamente cinque metri. La madre del piccolo si unì al viaggio, nonostante avesse paura di trovarsi in mare aperto e le ripetute richieste della sorella Tima, zia di Alan, di non andare per mare. Il gommone riuscì ad eludere la sorveglianza della guardia costiera turca, salpando da una spiaggia isolata in tarda notte.
Intorno alle ore 05:00 del mattino seguente, le autorità turche intervennero dopo aver ricevuto una chiamata d'emergenza che segnalava il rovesciamento di una barca e il ritrovamento di alcuni cadaveri a riva. I corpi di Kurdi e di un'altra bambina furono scoperti da un barista in servizio presso un hotel di fronte alla spiaggia del ritrovamento ed un suo amico intorno alle 06:30 del mattino. I due uomini stavano spostando i cadaveri dal bagnasciuga per evitare che venissero portati via dalla corrente. Più tardi, il bambino fu fotografato dalla fotografa turca Nilüfer Demir. Mehmet Çıplak, il primo poliziotto intervenuto per recuperare i corpi, descrisse il ritrovamento come qualcosa che lo aveva "distrutto nel profondo" e di aver "sperato che il bambino fosse vivo" per poi sentirsi annientato dopo averne constatato la sua morte.
Il 3 settembre 2015, Kurdi, insieme al fratello Galib e la madre Rehana, furono trasportati a Kobane per essere sepolti. La sepoltura ebbe luogo il giorno dopo. È infatti tradizione islamica seppellire i corpi entro 24 ore, se possibile.

#### Arresto dei presunti autori del naufragio
In seguito al naufragio, le autorità turche arrestarono quattro individui coinvolti nel viaggio, anche se sin dall'inizio emerse che erano solo intermediari di basso livello.
Il padre di Alan, Abdullah Kurdi, dichiarò in alcune interviste che durante la traversata il gommone era diventato ingovernabile, e il motore si era rotto. Mentre accadeva tutto ciò, il "capitano" dell'imbarcazione abbandonava la nave e tutti gli occupanti a bordo. Alcune fonti turche affermarono che nella sua prima intervista alla Doğan News Agency, il padre aveva fornito un resoconto diverso dell'evento in cui spiegava che dopo i primi due infruttuosi tentativi di arrivare a Coo, la sua famiglia riuscì a procurarsi un'imbarcazione con i propri mezzi. Tuttavia, Abdullah non ha mai confermato l'intervista all'agenzia di stampa turca.
Una sopravvissuta irachena, Zainab Abbas, che nel naufragio perse i suoi due figli di 11 e 9 anni, disse ai giornalisti che Abdullah le era stato presentato come il "capitano", e che stava guidando il gommone troppo velocemente, provocandone il capovolgimento, e che una volta in acqua l'uomo l'avrebbe supplicata di non segnalare nulla alle autorità. La donna affermò anche che la sua famiglia era scappata dalla città di Baghdad, occupata dall'ISIS, ed era molto arrabbiata del fatto che la stampa si stesse interessando solo di Alan e del padre e non della sua famiglia. Più tardi, la donna ritornò a Baghdad, e affermò che i corpi dei bambini non erano stati correttamente preparati per la sepoltura e chiese al Primo ministro australiano Tony Abbott a garantire a lei ed alla sua famiglia asilo, affinché potessero scappare dallo Stato Islamico. L'agenzia di stampa Reuters riporta che interviste condotte ad altri due passeggeri nella barca, gli iracheni Ahmed Hadi Jawwad (il marito di Zainab Abbas), ed il ventiduenne Amir Haider, corroborano la versione di Abbas.
Abdullah ha negato ogni accusa, dichiarando: "Se fossi un trafficante di esseri umani, perché avrei messo la mia famiglia sulla stessa barca con altre persone? Io ho pagato come tutti i trafficanti." ed anche "Ho perso la mia famiglia, la mia vita, ho perso tutto, quindi lasciateli dire qualsiasi cosa vogliano". Secondo le autorità turche, nelle indagini sui casi di traffico spesso emerge che i trafficanti danno ai passeggeri la responsabilità di guidare le imbarcazioni, per poi abbandonare la nave. Nessun trafficante, avendo una famiglia in Turchia e un reddito costante con il traffico di immigranti, vorrebbe finire illegalmente in Europa e rischiare di non essere in grado di tornare a casa, dove comunque dovrebbe affrontare le conseguenze dei suoi reati. Il Presidente turco Recep Tayyip Erdoğan ha offerto al padre di Alan la cittadinanza turca.
Il 13 marzo 2020 tre scafisti turchi, ritenuti responsabili del naufragio, vengono condannati in patria a 125 anni di carcere per traffico di esseri umani e omicidio; in precedenza, nel 2016, due siriani erano stati già condannati ciascuno a quattro anni e due mesi di reclusione per favoreggiamento dell'immigrazione clandestina.

## Le conseguenze
Preghiere e momenti di silenzio sono stati istituiti da varie organizzazioni e Ong. Artisti e poeti da tutto il mondo hanno iniziato a creare opere per rendere omaggio ad Alan.
Tre mesi dopo la tragedia, la vigilia di natale, il network radio neozelandese 3 News ha dichiarato che 
Il 2 gennaio 2016, un articolo riportato sul sito della BBC aprì con le seguenti parole: "Quello fu uno di quei momenti di cui l'intero pianeta sembra interessarsi" per poi continuare citando le parole della zia di Alan, Tima Kurdi:
L'8 settembre del 2015, il giornale tedesco Bild rimosse tutte le immagini, inclusa quella di Kurdi, dalla sua edizione cartacea e dal sito web, in risposta alle lamentele seguite la decisione di pubblicarle. Il giornale commentò dicendo che "quando nessuno le vede, nessuno può capire la magia che crea le foto".
L'ISIS ha incorporato la morte di Kurdi nelle sue campagne di propaganda, usando l'immagine del corpo del bambino e dichiarando che Dio avrebbe punito tutti coloro che avessero osato emigrare dalle nazioni sotto l'influenza del Califfato. Il gruppo ha anche affermato che coloro che fuggono rischiano di diventare apostati che vedranno le loro anime bruciare all'inferno dopo la morte. Queste azioni hanno portato a severe condanne da parte di tutti, tra cui il Daily Mail, che apostrofò queste frasi come "depravate" e "malate".
Channel 4, durante il consueto messaggio natalizio, anziché mandare in onda il messaggio di auguri della Regina Elisabetta, chiamò Abdullah Kurdi come oratore, che disse: